# Portcullis TrustNet
Portcullis TrustNet ist eine Unternehmensgruppe, die Dienstleistungen für Offshore-Finanz anbietet. Sie ist die größte Trust-Gesellschaft in Asien und eine der größten weltweit. Das Unternehmen wurde 2013 im Zuge der „Offshore-Leaks“ einer breiten Öffentlichkeit bekannt.

## Name
Portcullis ist die (ursprünglich auf das Französische porte coulissante zurückgehende) englische Bezeichnung für ein Fallgatter.

## Geschichte
Vorläufer der Unternehmensgruppe war die Portcullis Group, die um 1990 von Mike Mitchell, einem Rechtsanwalt aus Neuseeland, gegründet wurde. In kürzester Zeit wuchs Portcullis und gründete weltweite Niederlassungen. 2004 übernahm das Unternehmen die TrustNet Group und wurde zu Portcullis TrustNet umbenannt. Die Portcullis-Gruppe zählt insgesamt 16 Niederlassungen, unter anderem auf Samoa, Mauritius und auf den Seychellen. Nach eigenen Angaben liegt der Geschäftsfokus auf Asien, Hauptfirmensitz ist Singapur.
Auf der Portcullis-Homepage präsentiert sich David Chong als Trustmanager, Steuerberater, Rechtsanwälte, Vermögensverwalter, Bankenberater. Portcullis TrustNet liefert maßgeschneiderte Lösungen für das Verbringen von Vermögen in Steueroasen. Über die Portcullis TrustNet-Group vermittelte die Filiale der Deutschen Bank in Singapur 308 Offshore-Firmen. Neben der Deutschen Bank gehören unter anderem die Schweizer Großbanken Credit Suisse und UBS zu den Geschäftspartnern von Portcullis sowie die Unternehmensberater PricewaterhouseCoopers, Deloitte und KPMG. 
2004 übernahm das Unternehmen die TrustNet Group, und wurde zu Portcullis TrustNet umbenannt.
Das Unternehmen wurde der Öffentlichkeit 2013 durch die unautorisierte Veröffentlichung von Millionen von steuerrelevanten Dokumenten bekannt.